# Autostrada A56
La Autostrada A56 (llamada también Tangenziale di Napoli) es una autopista italiana que atraviesa de este a oeste la ciudad de Nápoles, discurriendo desde el término del ramal Capodichino de la Autostrada A1, al lado del Aeropuerto de Nápoles-Capodichino, hasta la fracción Arco Felice de Pozzuoli. Tiene una longitud de 20,2 km.

## Historia
El 31 de enero de 1968 fue firmado un convenio entre la Azienda Nazionale Autonoma delle Strade (ANAS) e Infrasud, del grupo IRI, para la construcción y la posterior encomienda de la gestión del trazado vial durante 33 años. El primer tramo fue inaugurado el 8 de julio de 1972 entre la Domitiana y Fuorigrotta. En 1992 se abrió el último cruce, enl de la Zona Ospedaliera.
La gestión del intero trazado corre a cargo de Tangenziale di Napoli S.p.A., empresa que forma parte del Gruppo Autostrade per l'Italia.

## Descripción
La circunvalación está constituida por 3 carriles por sentido de marcha y termina en Capodichino, donde se introduce en la Autostrada A1 a través del Ramo Capodichino.
Las obras de ingeniería más evidentes son el viaducto Capodichino (1360 metros y altura máxima 60 metros), el viaducto Arena Sant'Antonio (812 metros), el viaducto Fontanelle (230 metros) y las galerías Vomero (1035 metros) y Capodimonte (1060 metros).
El flujo de tráfico que afecta a este tramo de autopista es de aproximadamente 230.000 vehículos diarios.